# Подъездной переулок (Санкт-Петербург)

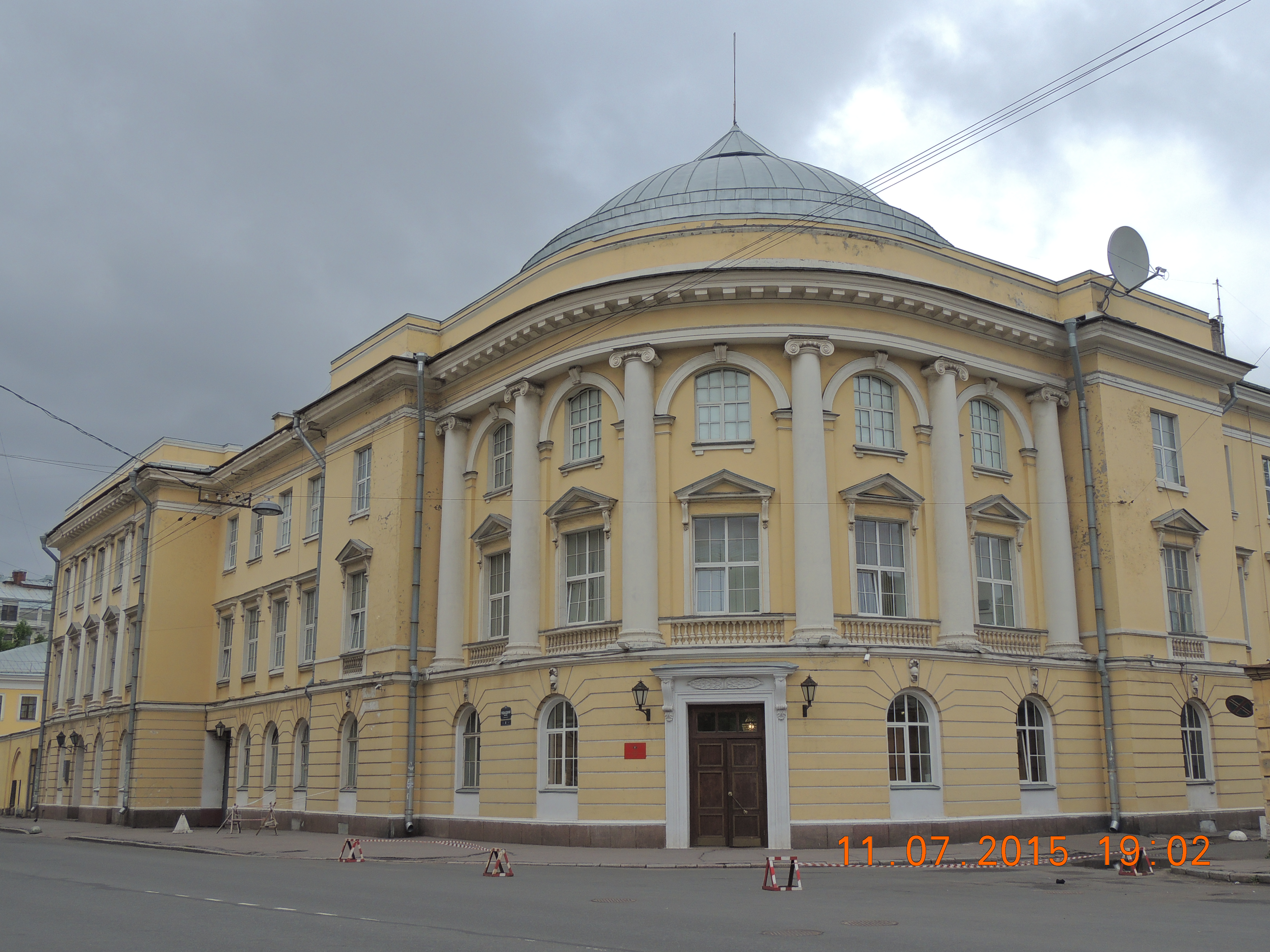
Главное здание военно-автомобильной школы, д. 4

Подъездно́й переу́лок — переулок в Адмиралтейском районе Санкт-Петербурга. Проходит от Загородного проспекта до набережной Обводного канала.

## История названия
На плане 1798 года проезд обозначен как 5-я улица в слободе Семёновского полка. Позже проезд длительное время не имел названия.
Современное название Подъездной переулок присвоено 16 апреля 1887 года на участке вдоль дома 1, в связи с тем, что по проезду подъезжали к ипподрому, находившемуся в те времена на Семёновском плацу. Участок от дома 3 до Обводного канала с 1913 года носил название Зверевский проезд по фамилии домовладельца военного инженера А. К. Зверева. В 1940-е годы проезд присоединен к Подъездному переулку.

## История
Проезд возник во второй половине XVIII века.

## Достопримечательности
- станция метро «Пушкинская»
- Ипподромный пешеходный мост через Обводный канал
- Д. № 4 — главное здание военно-автомобильной школы, построено в 1913—1916 гг. по проекту воен. инж. И. Л. Балбашевского.  791410028620005